# Valenka
Valenka is een personage uit de James Bond-film Casino Royale (2006), vertolkt door actrice Ivana Miličević.
Valenka is voor het eerst te zien als zij in haar badpak de zee uitkomt. Het is hier echter niet duidelijk wie zij is. Maar ze verschijnt opnieuw op de eerste pokeravond van Casino Royale. Als Le Chiffre zijn kamer binnen komt tijdens een pauze ziet hij haar op het balkon van zijn kamer staan. Het blijkt dat ze Le Chiffre's maîtresse is. Maar als ze hem kust worden ze aangevallen door Steven Obanno met een van zijn handlangers, die komen omdat Le Chiffre schulden bij hen heeft uitstaan. Hierbij dreigen ze haar arm te zullen afnemen met behulp van een zwaard, maar ze besluiten Le Chiffre nog één kans te geven en sparen haar.
Valenka helpt Le Chiffre ook om James Bond uit het pokertoernooi te werken door Bond te vergiftigen via zijn Vesper Martini. Hierdoor krijgt Bond een hartaanval, maar hij overleeft het dankzij Vesper Lynd.
Nadat Bond het pokertoernooi gewonnen heeft, wordt Vesper Lynd gekidnapt en later Bond ook. Le Chiffre martelt Bond om te weten te komen wat het wachtwoord voor het gewonnen geld is, Valenka doet hetzelfde bij Vesper. Maar Valenka en de andere handlangers van Le Chiffre wordt echter neergeschoten door Mr. White.

## Trivia
- In het boek van Casino Royale had Le Chiffre ook een maîtresse, maar daar werd haar naam niet genoemd.